# Mieczysław Janicz
Mieczysław Janicz (ur. 8 lipca 1921 w Warszawie, zm. 4 marca 1981 tamże) – polski kompozytor, autor muzyki do bajek muzycznych i piosenek.

## Biografia
Mieczysław Janicz urodził się w Warszawie 8 lipca 1921 roku. W 1954 roku opracował muzykę Borysa Mokrousowa do przedstawienia Gdzie ta ulica? Gdzie ten dom? w reżyserii Artura Kwiatkowskiego dla Teatru Ludowego w Warszawie. W 1967 miała miejsce premiera przedstawienia Bajeczki pana Jana Brzechwy w Teatrze Śląskim im. Stanisława Wyspiańskiego w Katowicach z muzyką Mieczysława Janicza. Sztukę wyreżyserował Stanisław Brudny. W grudniu 1972 roku wystawiono w Sali Kongresowej w Warszawie sztukę dla dzieci Czy to bajka, czy nie bajka autorstwa Barbary Wachowicz i Wiesławy Czapińskiej z muzyką Mieczysława Janicza. Przedstawieni wyreżyserował Stanisław Zaczyk. Autorami muzyki do piosenek byli oprócz Janicza: Katarzyna Gaertner, Jerzy Mart oraz Janusz Kruk. Janicz był kierownikiem muzycznym wydarzenia. W następnych latach muzyka Janicza tworzyła warstwę dźwiękową szeregu przedstawień, głównie w oparciu o bajki Jana Brzechwy w polskich teatrach, m.in. w Białostockim Teatrze Lalek, Teatrze Dramatycznym im. Aleksandra Węgierki w Białymstoku, Teatrze Powszechnym w Łodzi, Bałtyckim Teatrze Dramatycznym im. Juliusza Słowackiego w Koszalinie, Teatrze Lalki i Aktora Kacperek w Rzeszowie czy w Olsztyńskim Teatrze Lalek.
W 1974 roku kompozytor otrzymał nagrodę Prezesa Rady Ministrów za twórczość artystyczną dla dzieci i młodzieży. W 1989 roku przyznano mu Nagrodę Specjalną za udźwiękowienie filmu Ściany oraz poważnej ilości filmów przedstawianych na  I Biennale Filmu Animowanego „Fazy’89” w Bielsku-Białej.
Kompozytor pisał muzykę do filmów krótkometrażowych Studia Miniatur Filmowych w Warszawie i spektakli telewizyjnych. Spod jego pióra wyszła muzyka do takich filmów, jak: Podróż na niby (1968, reż. Roman Huszczo), O dzielnych krasnalach i niedzielnych gościach (1968, reż. Alina Maliszewska), W pogoni za kwadratem (1972, reż. Stefan Janik), Kurnik (1972, reż. Piotr Szpakowicz), Kolorowe koła (1972, reż. Stefan Janik), Jajko, kuchnia i kucharz (1972, reż. Stefan Janik), Czarodziejskie trójkąty (1972, reż. Stefan Janik). Aż do 1975 roku Janicz współpracował przy tego typu produkcjach z Janikiem.
Od lat 60. XX wieku kompozytor współpracował w produkcjach dla dzieci wydawanych na płytach gramofonowych przez oficynę wydawniczą Muza. Janicz napisał muzykę do takich baśni wydanych na płytach, jak:
- 1964 – Śpiąca Królewna z tekstami Janiny Gillowej[14]
- 1972 – O Tadku-Niejadku, babci i dziadku z tekstami Wandy Chotomskiej[15]
- 1974 – Lata Ptaszek / Księżniczka na ziarnku grochu z tekstami Jana Brzechwy[16]
- 1974 – O dwóch takich, co ukradli księżyc z tekstami Krystyny Wodnickiej (na podstawie Kornela Makuszyńskiego)[17]

Następnie pisał muzykę do baśni wydawanych przez Pronit:
- 1978 – Przygody Piotrusia Pana z tekstami Krystyny Wodnickiej[18]
- 1978 – Zaczarowany Las z tekstami Lecha Konopińskiego i Włodzimierza Ścisłowskiego[19]
- 1980 – Przygody Robinsona Cruzoe z tekstami Krystyny Wodnickiej (na podstawie Daniela Defoe)[20]

W 1980 roku dla Tonpressu Janicz nagrał Lampę Aladyna ze słowami Jacka Podkomorzego. W 1981 ponownie dla Muzy kompozytor nagrał bajkę do słów Wandy Chotomskiej Kosmiczna heca oraz w 1985 do słów Krystyny Wodnickiej Doktora Nieboli.
Na płytach wydane zostały również słuchowiska radiowe z muzyką Mieczysława Janicza, np.:
- 1961 – Czerwony Kapturek ze słowami Jana Brzechwy, na podstawie Charles’a Perrault, z Ireną Kwiatkowską w roli narratora przez Muzę[24]
- 1963 – Kopciuszek ze słowami Jana Brzechwy, w reż. Wiesława Opałka przez Muzę[25]
- 1964 – Kot w butach ze słowami Jana Brzechwy, na podstawie Charlesa Perrault, w reż. Wiesława Opałka przez Muzę[26]

Kompozytor zmarł 4 marca 1981 w Warszawie, został pochowany na cmentarzu Bródnowskim (kwatera 10A-2).